# Közoktatás (hetilap)
Közoktatás című hetilap a bukaresti Tanügyi Újság helyébe 1989 decembere után megindult iskolaügyi és nevelési folyóirat. Főszerkesztője Bántó István, helyettese és főmunkatársa Gergely László. III. évfolyamától kezdve alcíme: "óvodai és iskolai képzés – családi nevelés." A tárgykör bővülésével már nemcsak a pedagógusok, hanem a szülők lapja is kíván lenni; a szerkesztőség szándéka közös fórumot teremteni a gyermeknevelés két meghatározó tényezőjének: az iskolának és a családnak. A munkatársak közt Ferenczi Gyula, Hegyesi Zoltán, Kertes Ákos, László Ibolya, Málnási Ferenc, Nagy Erzsébet, Nagy Ferenc, P. Dombi Erzsébet, Szécsi Antal nevével találkozunk.